# Miss República Dominicana 2012
Miss República Dominicana 2012 se llevó a cabo el 17 de abril de 2012 en el Renaissance Auditorio de Festival del Hotel Jaragua, Santo Domingo, República Dominicana. La ganadora representará a la República Dominicana en Miss Universo 2012; la primera finalista o Miss RD Continente Americano irá al Miss Continente Americano 2012; la segunda finalista o Miss RD Hispanoamericana irá a Reina Hispanoamericana 2012; la tercera finalista o Miss RD Globe International irá al Miss Globe International 2012; y la cuarta finalista o Miss RD América Latina irá al Miss América Latina 2012. La ganadora Carola Durán fue coronada por Dalia Fernández Miss República Dominicana 2011. El 24 de abril se descubrió que Durán estuvo casada por esta razón quedó destituida y fue sustituida por la Primera Finalista Dulcita Lieggi .

## Resultados
| Resultado final                | Candidata |
| ------------------------------ | --- |
| Miss República Dominicana 2012 | La Vega - Carlina Durán (Destituida) |
| Primera Finalista              | Distrito Nacional - Dulcita Lieggi (Suplente) |
| Segunda Finalista              | Santiago - Carolyn Hawa |
| Tercera Finalista              | Peravia - Alondra Peña |
| Cuarta Finalista               | San José de Ocoa - Luz Quezada |

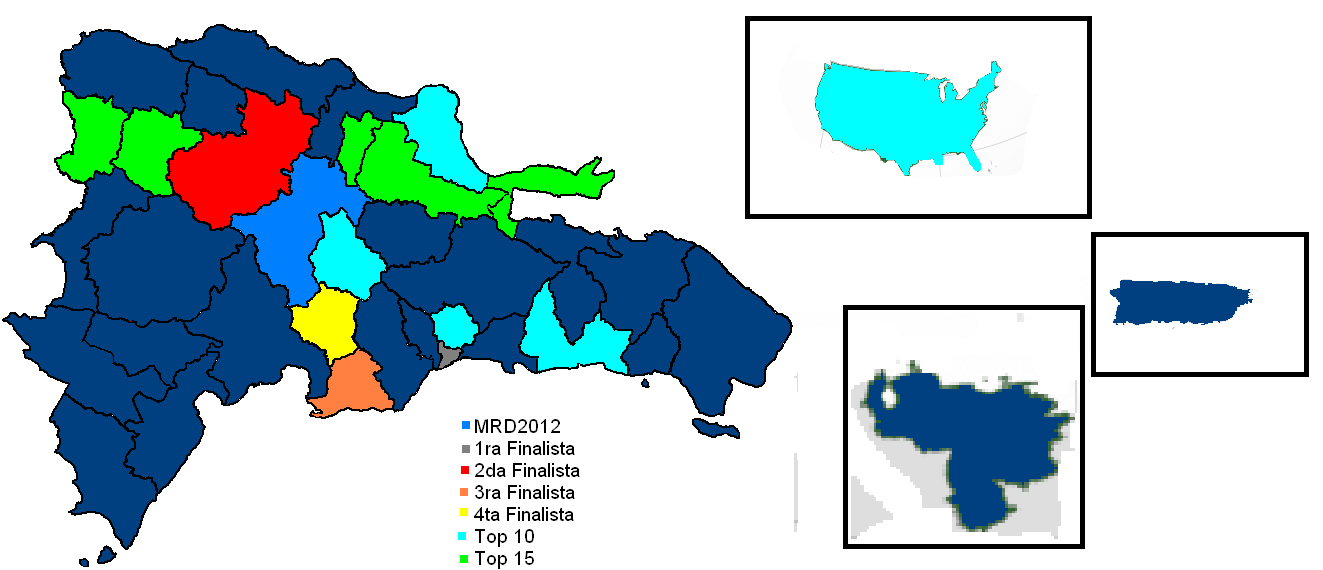
Mapa de Provincias, Municipios y Comunidades Extranjeras para el certamen de Miss República Dominicana 2012 y los resultados.

| Top 10                         | Com. Dom. en los EE.UU. - Náthalie Muñoz María Trinidad Sánchez - Liza Blanco Monseñor Nouel - Yildry Peña San Pedro de Macorís - Yolenny Mora Santo Domingo Norte - Yudelsi de Rabén |
| Top 15                         | Dajabón - Marlyn Rivas Duarte - Karen Yapoort ‡ Hermanas Mirabal - Lía Jiménez Samaná - Verónica Batista Santiago Rodríguez - Eliangy Rosario                                         |

‡ Se votó en el Top 15 por el popular texto de mensajería a través de los votos
| - Miss Fotogenica - Yudelsi de Rabén (Santo Domingo Norte) - Miss Simpatía (votado por la concursantes del Miss República Dominicana) - Ámbar Cabrera (Monte Cristi) - Mejor Rostro - Carolyn Hawa (Santiago) - Mejor Traje Típico - Laura Peña (Independencia) | - Mejor Cabellera - Pamela Fernández (San Juan) - Miss Piel - Carolyn Hawa (Santiago) - Mejor Sonrisa - Paloma Almonte (Puerto Plata) - Miss Fashion - Yolenny Mora (San Pedro de Macorís) - Miss Fitness - Karen Luna (Comunidad Dominicana En Venezuela) - Miss Primavera - Dulcita Lieggi (Distrito Nacional) - Miss Brahma "La Más Nítida" - Liza Blanco (María Trinidad Sánchez) |

| Predecesor: Dalia Fernández Santiago | Miss República Dominicana 2012 | Sucesor: Yaritza Reyes Elías Piña |

| 1. Peravia 2. San José de Ocoa 3. La Vega 4. Distrito Nacional 5. Santiago 1. Santiago 2. Monseñor Nouel 3. Peravia 4. Comunidad Dominicana en los Estados Unidos 5. Santo Domingo Norte 6. San Pedro de Macorís 7. San José de Ocoa 8. Distrito Nacional 9. La Vega 10. María Trinidad Sánchez | 1. Distrito Nacional 2. Santiago Rodríguez 3. Monseñor Nouel 4. Dajabón 5. Comunidad Dominicana en los Estados Unidos 6. María Trinidad Sánchez 7. San Pedro de Macorís 8. Hermanas Mirabal 9. Santiago 10. Peravia 11. Santo Domingo Norte 12. Samaná 13. San José de Ocoa 14. La Vega 15. Duarte |

### Puntuaje
| \| Representa \| Baño \| Traje \| Pregunta \| \| ---------------------------- \| ---- \| ----- \| -------- \| \| La Vega \| 9.35 \| 9.48 \| 9.40 \| \| Distrito Nacional \| 8.74 \| 8.95 \| 9.37 \| \| Santiago \| 9.10 \| 8.86 \| 9.20 \| \| Peravia \| 9.20 \| 9.31 \| 9.19 \| \| San José de Ocoa \| 8.76 \| 9.22 \| 9.10 \| \| Monseñor Nouel \| 9.25 \| 8.72 \| \| \| María Trinidad Sánchez \| 8.88 \| 8.50 \| \| \| Santo Domingo Norte \| 9.00 \| 8.28 \| \| \| San Pedro de Macorís \| 8.40 \| 8.15 \| \| \| Comunidad Dom. en los EE.UU. \| 8.14 \| 7.90 \| \| \| Santiago Rodríguez \| 8.10 \| \| \| \| Samaná \| 8.07 \| \| \| \| Duarte \| 8.00 \| \| \| \| Dajabón \| 7.88 \| \| \| \| Hermanas Mirabal \| 7.82 \| \| \| | Miss República Dominicana 2012 Primera Finalista Segunda Finalista Tercera finalista Cuarta finalista Top 10 Top 15 |       |          |
| Representa | Baño | Traje | Pregunta |
| La Vega | 9.35 | 9.48  | 9.40     |
| Distrito Nacional | 8.74 | 8.95  | 9.37     |
| Santiago | 9.10 | 8.86  | 9.20     |
| Peravia | 9.20 | 9.31  | 9.19     |
| San José de Ocoa | 8.76 | 9.22  | 9.10     |
| Monseñor Nouel | 9.25 | 8.72  |          |
| María Trinidad Sánchez | 8.88 | 8.50  |          |
| Santo Domingo Norte | 9.00 | 8.28  |          |
| San Pedro de Macorís | 8.40 | 8.15  |          |
| Comunidad Dom. en los EE.UU. | 8.14 | 7.90  |          |
| Santiago Rodríguez | 8.10 |       |          |
| Samaná | 8.07 |       |          |
| Duarte | 8.00 |       |          |
| Dajabón | 7.88 |       |          |
| Hermanas Mirabal | 7.82 |       |          |

## Significado histórico
- La Vega fue destronada a tan sólo 17 días después de ser coronada después de aceptar que había estado casada.
- Distrito Nacional ganó Miss República Dominicana por la octava vez, la última fue Renata Soñé en el 2005.
- Las provincias que colocaron en las Semifinales el año anterior fue Comunidad Dominicana en los Estados Unidos, Distrito Nacional, Duarte, Hermanas Mirabal, Peravia, Samaná, San Pedro de Macorís, Santiago, Santo Doming Norte.
- Santiago colocó por el 55to año consecutivo.
- Distrito Nacional colocó por el quinta año consecutivo.
- Comunidad Dominicana en los Estados Unidos, Duarte, Hermanas Mirabal, Santiago colocó por cuarta vez en consecutivo.
- Samaná colocó por tercera vez en consecutivo.
- Peravia y Santo Domingo Norte colocó por segunda vez en consecutivo.
- San José de Ocoa apuntó su segunda colocación recta y su más alta desde la victoria de Ada de la Cruz en el 2009.
- María Trinidad Sánchez y Monseñor Nouel última vez que se colocó fue en el 2006.
- Santiago Rodríguez última vez que se colocó fue en el 2007.
- San José de Ocoa última vez que se colocó fue en el 2009.
- Dajabón y La Vega última vez que se colocó fue en el 2010.
- Las candidatas cibaeñas dominaron las semifinales.

## Actuaciones especiales
- Foto después de Intro: "Universo" por Cristian Daniel (actuación en vivo)
- Competencia en Traje de baño: "Loca" por El Cata (actuación en vivo)
- Entrevistas de Video: "Mi Corazón no se Compra" por El Cata y Ámbar (actuación en vivo)
- Competencia en traje de noche: "Popurrí" por Alex Matos (actuación en vivo)

## Candidatas oficiales
| Representa                    | Candidata                            | Edad | Altura          | Residencia                 |
| ----------------------------- | ------------------------------------ | ---- | --------------- | -------------------------- |
| Azua                          | Zaldy María Díaz Espinal             | 20   | 1,71 m (5′ 7″)  | Santo Domingo              |
| Bahoruco                      | Jéssica Desireé Hidalgo Cruz         | 21   | 1,71 m (5′ 7″)  | Santiago de los Caballeros |
| Barahona                      | Elízabeth Marena Ibáñez Reyes        | 23   | 1,80 m (5′ 11″) | Santo Domingo              |
| Comunidad Dom. en los EE.UU.  | Náthalie Marie Muñoz Santos          | 18   | 1,75 m (5′ 9″)  | Nueva York                 |
| Comunidad Dom. en Puerto Rico | Vanessa Lorel Myint López            | 21   | 1,80 m (5′ 11″) | Bayamón                    |
| Comunidad Dom. en Venezuela   | Karen Sariel Luna Peguero            | 24   | 1,83 m (6′ 0″)  | Caracas                    |
| Dajabón                       | Marlyn Elanny Rivas Ramírez          | 18   | 1,80 m (5′ 11″) | Santo Domingo              |
| Distrito Nacional             | Dulcita Lynn Lieggi Francisco        | 22   | 1,82 m (6′ 0″)  | Santo Domingo              |
| Duarte                        | Karen del Carmen Yapoort Evangelista | 23   | 1,76 m (5′ 9″)  | Santo Domingo              |
| El Seibo                      | Yirell Acosta Mercedes               | 23   | 1,76 m (5′ 9″)  | Santiago de los Caballeros |
| Elías Piña                    | Massiel Teresa Jiménez Tejada        | 21   | 1,76 m (5′ 9″)  | Santo Domingo              |
| Espaillat                     | Kátherine Janel Polanco Echenique    | 26   | 1,78 m (5′ 10″) | Moca                       |
| Hato Mayor                    | Laura Margarita Guzmán Rodríguez     | 18   | 1,73 m (5′ 8″)  | Moca                       |
| Hermanas Mirabal              | Lia de la Isabela Jiménez Batista    | 24   | 1,70 m (5′ 7″)  | Santo Domingo              |
| Independencia                 | Laura del Carmen Peña Rodríguez      | 20   | 1,83 m (6′ 0″)  | Santiago de los Caballeros |
| La Altagracia                 | Scárlet Eva Hernández Vásquez        | 25   | 1,73 m (5′ 8″)  | Salvaleón de Higüey        |
| La Romana                     | Jénnifer Denisse García Cáceres      | 21   | 1,76 m (5′ 9″)  | La Romana                  |
| La Vega                       | Carlina Durán Baldera                | 25   | 1,84 m (6′ 0″)  | Concepción de La Vega      |
| María Trinidad Sánchez        | Liza Mariel Blanco García            | 18   | 1,70 m (5′ 7″)  | Nagua                      |
| Monseñor Nouel                | Yildry Estéfany Peña Bonifacio       | 21   | 1,86 m (6′ 1″)  | Bonao                      |
| Monte Cristi                  | Ámbar Sofía Cabrera Marte            | 23   | 1,81 m (5′ 11″) | Santiago de los Caballeros |
| Monte Plata                   | Francia Altagracia Santana Cruz      | 24   | 1,72 m (5′ 8″)  | San Pedro de Macorís       |
| Pedernales                    | Yolaine Aimeé Santiago Iglesias      | 23   | 1,70 m (5′ 7″)  | Santo Domingo              |
| Peravia                       | Alondra Carolina Peña Pacheco        | 22   | 1,82 m (6′ 0″)  | Baní                       |
| Puerto Plata                  | Paloma Massiel Almonte Reynoso       | 23   | 1,70 m (5′ 7″)  | San Felipe de Puerto Plata |
| Samaná                        | Verónica Adriana Batista Díaz        | 21   | 1,79 m (5′ 10″) | Santo Domingo              |
| San Cristóbal                 | Ilia Miriam Molina Mejía             | 23   | 1,80 m (5′ 11″) | Santo Domingo              |
| San José de Ocoa              | Luz Mariel Quezada Báez              | 22   | 1,76 m (5′ 9″)  | San José de Ocoa           |
| San Juan                      | Pamela Lucía Fernández Mesa          | 20   | 1,74 m (5′ 9″)  | San Juan de la Maguana     |
| San Pedro de Macorís          | Yolenny Sárah Mora Medina            | 23   | 1,83 m (6′ 0″)  | San Pedro de Macorís       |
| Sánchez Ramírez               | Émelin de Dolores Castillo Mejía     | 24   | 1,70 m (5′ 7″)  | Santo Domingo              |
| Santiago                      | Carolyn Jesabel Hawa Rodríguez       | 23   | 1,79 m (5′ 10″) | Santiago de los Caballeros |
| Santiago Rodríguez            | Eliangy Rosario Núñez                | 21   | 1,78 m (5′ 10″) | Santo Domingo              |
| Santo Domingo Este            | Mabel Alessandra Báez Vásquez        | 23   | 1,76 m (5′ 9″)  | Santo Domingo              |
| Santo Domingo Norte           | Yudelsi Karina de Rabén Díaz         | 20   | 1,71 m (5′ 7″)  | Santo Domingo              |
| Santo Domingo Oeste           | Éricka Indhira Santana Campusano     | 19   | 1,77 m (5′ 10″) | Santo Domingo              |
| Valverde                      | Ángelly Anés Guillén Goméz           | 19   | 1,72 m (5′ 8″)  | Santo Domingo              |

## Trivia
- Esta es la primera vez en la historia del concurso Miss República Dominicana que se destronó a la reina a partir del reinado.
- Esta es la primera vez en la historia del concurso que se lleva a cabo un cástines en todo el país.
- Es el único Miss República Dominicana con mayor representantes con 37 delegadas.
- La comunidad dominicana en Venezuela debutará este año.
- Varias candidatas son de origen mixto: Miss Bahoruco, Jessica Hidalgo es de origen colombiano; Miss Santiago, Carolyn Hawa es mitad libanesa; Miss Comunidad Dominicana en Puerto Rico, Vanessa Myint es mitad india; Miss Distrito Nacional, Dulcita Lieggi es mitad italiana; Miss Duarte, Karen Yapoort nació en los Países Bajos y tiene origen holandés; Miss Monte Plata, Francia Santana nació en Italia; Miss Barahona Elizabeth Ibañéz, Miss Elías Piña Teresa Jiménez, Miss Monseñor Nouel Yildry Peña y Miss Santo Domingo Este Mabel Báez nacieron en los Estados Unidos.

## Candidatas en otros concursos
Las candidatas actuales que compitieron anteriormente en otros concurso de belleza:
Miss Tierra República Dominicana 2006
- Peravia: Alondra Peña
  - Como Puerto Plata

Miss Tierra República Dominicana 2011
- Samaná: Verónica Batista
  - Como San Juan

Miss Tierra 2006
- Peravia: Alondra Peña
  - Como República Dominicana

Miss Ámbar Mundo 2009
- Duarte: Karen Yapoort
  - Como República Dominicana

Miss Italia en el Mundo 2009
- Distrito Nacional: Dulcita Lieggi
  - Como Caribe
- Monte Plata: Francia Santana
  - Como República Dominicana

Reina Hispanoamericana 2010
- Monseñor Nouel: Yildry Peña
  - Como Estados Unidos

Reina Nacional de Belleza República Dominicana 2011
- La Vega: Carlina Duran Baldera

Miss Tourism Queen International 2009
- Santiago Rodríguez: Eliangy Rosario
  - Como República Dominicana

Miss Tourism Queen International 2011
- La Vega: Carlina Duran Baldera
  - Como República Dominicana

Miss Italia en el Mundo 2011
- Distrito Nacional: Dulcita Lieggi
  - Como República Dominicana